# ReLoad
ReLoad (englisch für „Nachladung“ oder „nachladen“) ist das siebte Studioalbum der US-amerikanischen Metal-Band Metallica. Der Nachfolger des im Vorjahr veröffentlichten Albums Load kam am 18. November 1997 auf den Markt.

## Entstehung
Mit den Arbeiten an diesem Album wurde bereits im Mai 1995 begonnen, fertiggestellt wurde es im Oktober 1997. Es war ursprünglich geplant, die Alben Load und ReLoad als ein Doppelalbum herauszubringen. Man einigte sich schließlich, erst Load auf den Markt zu bringen, dann wieder auf Tour zu gehen und anschließend ReLoad fertigzustellen. Hauptproduzent des Albums war auch diesmal Bob Rock. Das Album wurde in den "Plant Studios" in Sausalito, Kalifornien aufgenommen. Das Erscheinungsbild wie auch die Musik orientierten sich eng am Vorgänger-Album. Das Cover basiert wie bereits das von Load auf Kunstwerken von Andres Serrano. ReLoad verwendet "Blood and Urine", wobei Serrano seinen Urin und wiederum Rinderblut benutzte.

## Musikstil
Metallica experimentieren auf diesem Album mit den schon von Load bekannten Elementen. Marianne Faithfull singt die Background-Vocals auf The Memory Remains. Das Album enthält mit The Unforgiven II eine Fortsetzung ihres Hits vom schwarzen Album. Das Lied enthält zudem Country-&-Western-Elemente. Auch das Lied Low Man’s Lyric verarbeitet diese Einflüsse.

## Titelliste
1. Fuel (Hammett, Hetfield, Ulrich) – 4:29
2. The Memory Remains (Hetfield, Ulrich) – 4:39
3. Devil’s Dance (Hetfield, Ulrich) – 5:18
4. The Unforgiven II (Hammett, Hetfield, Ulrich) – 6:36
5. Better than You (Hetfield, Ulrich) – 5:21
6. Slither (Hammett, Hetfield, Ulrich) – 5:13
7. Carpe Diem Baby (Hammett, Hetfield, Ulrich) – 6:12
8. Bad Seed (Hammett, Hetfield, Ulrich) – 4:05
9. Where the Wild Things Are (Hetfield, Newsted, Ulrich) – 6:52
10. Prince Charming (Hetfield, Ulrich) – 6:04
11. Low Man’s Lyric (Hetfield, Ulrich) – 7:36
12. Attitude (Hetfield, Ulrich) – 5:16
13. Fixxxer (Hammett, Hetfield, Ulrich) – 8:15

## Preise
Die Singleauskopplung Fuel wurde 1999 für den Grammy Award für die beste Hard Rock Performance nominiert. Better than You gewann 1999 den Grammy für die beste Metal Performance.

## Kommerzieller Erfolg

### Chartplatzierungen
ReLoad stieg am 1. Dezember 1997 auf Platz 1 in die deutschen Charts ein und konnte sich insgesamt 41 Wochen in den Top 100 halten. In Österreich, den Vereinigten Staaten, Finnland, Schweden, Norwegen und Neuseeland erreichte das Album ebenfalls die Chartspitze.
| ChartsChartplatzierungen       | Höchstplatzierung | Wochen |
| ------------------------------ | ----------------- | ------ |
| Deutschland (GfK)              | 1 (41 Wo.)        | 41     |
| Österreich (Ö3)                | 1 (16 Wo.)        | 16     |
| Schweiz (IFPI)                 | 3 (18 Wo.)        | 18     |
| Vereinigte Staaten (Billboard) | 1 (75 Wo.)        | 75     |
| Vereinigtes Königreich (OCC)   | 4 (10 Wo.)        | 10     |

| ChartsJahrescharts (1997) | Platzierung |
| ------------------------- | ----------- |
| Deutschland (GfK)         | 48          |
| Österreich (Ö3)           | 44          |

| ChartsJahrescharts (1998) | Platzierung |
| ------------------------- | ----------- |
| Deutschland (GfK)         | 30          |

### Auszeichnungen für Musikverkäufe
ReLoad erhielt im Jahr 1998 für mehr als drei Millionen verkaufte Einheiten in den Vereinigten Staaten eine 3-fache Platin-Schallplatte. Nachdem das Album 2019 in Deutschland mit dreifach Gold ausgezeichnet wurde, erfolgte 2020 die Verleihung einer fünffachen Goldenen Schallplatte, womit ReLoad die Milliongrenze überschritt. Das Album zählt mit 1,25 Millionen verkauften Einheiten zu den meistverkauften Musikalben in Deutschland.
| Land/Region                  | Auszeichnungen für Musikverkäufe (Land/Region, Auszeichnung, Verkäufe) | Verkäufe    |
| ---------------------------- | ---------------------------------------------------------------------- | ----------- |
| Argentinien (CAPIF)          | Platin                                                                 | 60.000      |
| Australien (ARIA)            | 5× Platin                                                              | 350.000     |
| Belgien (BRMA)               | Gold                                                                   | (25.000)    |
| Deutschland (BVMI)           | 5× Gold                                                                | (1.250.000) |
| Europa (IFPI)                | 2× Platin                                                              | 2.000.000   |
| Finnland (IFPI)              | Platin                                                                 | (45.271)    |
| Frankreich (SNEP)            | Gold                                                                   | (100.000)   |
| Hongkong (IFPI/HKRIA)        | Gold                                                                   | 10.000      |
| Japan (RIAJ)                 | Platin                                                                 | 200.000     |
| Kanada (MC)                  | 2× Platin                                                              | 200.000     |
| Neuseeland (RMNZ)            | 2× Platin                                                              | 30.000      |
| Niederlande (NVPI)           | Gold                                                                   | (50.000)    |
| Österreich (IFPI)            | Gold                                                                   | (25.000)    |
| Polen (ZPAV)                 | Platin                                                                 | (100.000)   |
| Schweden (IFPI)              | Platin                                                                 | (100.000)   |
| Schweiz (IFPI)               | Platin                                                                 | (50.000)    |
| Spanien (Promusicae)         | Platin                                                                 | (100.000)   |
| Vereinigte Staaten (RIAA)    | 4× Platin                                                              | 4.000.000   |
| Vereinigtes Königreich (BPI) | Gold                                                                   | (100.000)   |
| Insgesamt                    | 7× Gold · 24× Platin ·                                                 | 6.850.000   |

Hauptartikel: Metallica/Auszeichnungen für Musikverkäufe